# Åkerlyckospindel
Åkerlyckospindel (Meioneta rurestris) är en spindelart som först beskrevs av Carl Ludwig Koch 1836.  Åkerlyckospindel ingår i släktet Meioneta och familjen täckvävarspindlar. Arten är reproducerande i Sverige. Inga underarter finns listade i Catalogue of Life.